# Iván Otero
Iván Otero Yugueros (Oviedo, Asturias, España, 16 de abril de 1977) es un exfutbolista español que jugaba como defensa. Su último equipo fue el Real Juvencia. Actualmente entrena al equipo juvenil B del Real Sporting de Gijón.

## Clubes
| Club                         | País   | Año       |
| ---------------------------- | ------ | --------- |
| Real Sporting de Gijón "B"   | España | 1995-1998 |
| Real Sporting de Gijón       | España | 1998-1999 |
| Getafe C. F.                 | España | 1999-2000 |
| Real Sporting de Gijón       | España | 2000-2001 |
| C. D. Ourense                | España | 2001-2004 |
| Zamora C. F.                 | España | 2004-2005 |
| Logroñés C. F.               | España | 2005-2006 |
| Zamora C. F.                 | España | 2006-2007 |
| Cultural y Deportiva Leonesa | España | 2007-2009 |
| Zamora C. F.                 | España | 2009-2010 |
| S. D. Ejea                   | España | 2010      |
| U. P. Langreo                | España | 2010-2015 |
| Real Avilés C. F.            | España | 2015-2016 |
| Real Juvencia                | España | 2016-2019 |